# John Coffey (gruppo musicale)
I John Coffey sono una band punk post-hardcore originaria di Utrecht, Paesi Bassi, attualmente composta da Alfred van Luttikhuizen(chitarra ritmica), David Achter de Molen (voce), Carsten Brunsveld (batteria), Richard van Luttikhuizen (basso) e Christoffer van Teijlingen (chitarra solista).
I John Coffey dichiarano di aver subito l'influenza di gruppi come i Refused, Every Time I Die e The Ghost of a Thousand. Il nome della band è un chiaro riferimento al personaggio di John Coffey, interpretato da Michael Clarke Duncan del film Il miglio verde (1999) di Frank Darabont, basato sull'omonimo romanzo di Stephen King.

## Storia del gruppo

### Vanity
Nell'autunno del 2008 la band ha registrato il suo album di debutto Vanity con il produttore olandese Martijn Groeneveld (che ha registrato tra gli altri Face Tomorrow, The Spirit That Guides Us e Blaudzun). Vanity è stato pubblicato nell'ottobre del 2009 da Sally Forth Records /Munich Records. Per richiamare l'artwork di copertina e al tema dell'album, le prime mille copie del CD sono state distrutte trapassandole con un proiettile. L'album è stato ben accolto dalla stampa olandese e ha ricevuto attenzione da OOR, live XS, FRET, Rocktribune e UP. La band promosse l'album con un tour che toccò diversi paesi come Germania, Gran Bretagna e Svezia.

### Bright Companions; nuova line-up
Nel giugno 2010 la band ha annunciato l'addio del cantante Art van Triest e del chitarrista Twan Eikelenboom. Eikelenboom è stato immediatamente sostituito da Christoffer van Teijlingen. Van Triest è stato sostituito nell'autunno del 2010 da David Achter de Molen. A partire dall'autunno del 2010 la band ha iniziato a lavorare su un nuovo disco.
Nell'autunno del 2011 la band ha registrato un nuovo album presso lo Studio Grondahl di Stoccolma, con il produttore Pelle Gunnerfeldt, che aveva già lavorato con altre band svedesi come The Hives e Refused. Il produttore esecutivo è stato l'ex chitarrista dei The Ghost of a Thousand, Jag Jago. La registrazione di questo album è stata in parte resa possibile dai fan: nel 2011 infatti i sostenitori della band hanno completato una campagna di raccolta fondi sul crowdfunding del sito musicale SellaBand.
Nel maggio 2012 la band ha annunciato l'uscita del secondo album prevista per l'autunno dello stesso album, dal titolo Bright Companions. Insieme a questa notizia, la band ha pubblicato il primo singolo estratto dall'album, Romans.
Il secondo singolo, Featherless Redheads, invece è stato pubblicato esclusivamente dalla piattaforma musicale alternativa olandese 3VOOR12 nell'agosto 2012.
Nel settembre 2012 Bright Companions è stato pubblicato in Europa dall'etichetta musicale tedesca Redfield Records. L'album ha guadagnato molte recensioni positive dalla stampa olandese e internazionale. Sono apparsi articoli sulle riviste musicali olandesi, tedesche e belga OOR, Visions Magazine, Rocktribune, Guitarist e Fuze Magazine.

### Unstached
Nel 2013 la band è stata impegnata in una tournée estiva con 31 concerti, durante la quale hanno toccato in un'occasione anche l'Italia, ed è proseguita nei mesi di novembre e dicembre con il tour invernale in Germania e Olanda.
Il 29 novembre il quintetto olandese ha pubblicato un nuovo album dal titolo Unstached, che contiene i maggiori successi della band reinterpretati in chiave acustica.
Per l'occasione i membri della band hanno pubblicato un servizio fotografico celebrativo nei quali sono apparsi con il volto glabro, togliendo i caratteristici baffi che li contraddistinguevano (Unstached è infatti un neologismo traducibile con "senza baffi").

## Discografia

### Album
- Vanity (2009)
- Bright Companions (2012)
- Unstached (2013)
- The Great News (2015)

### EP
- Spring (pubblicazione online) (2007)
- White Like The New Sky (2005)